# UNI-K
UNI-Kは、長安汽車が製造・販売する中型のSUVである。

## 年表
2020年
新型SUVコンセプト「Vision-V」を世界初披露。
広州モーターショーにおいてVision-Vの市販型として「UNI-K」を発表。
2021年2月28日
予約受付を開始。

## ギャラリー

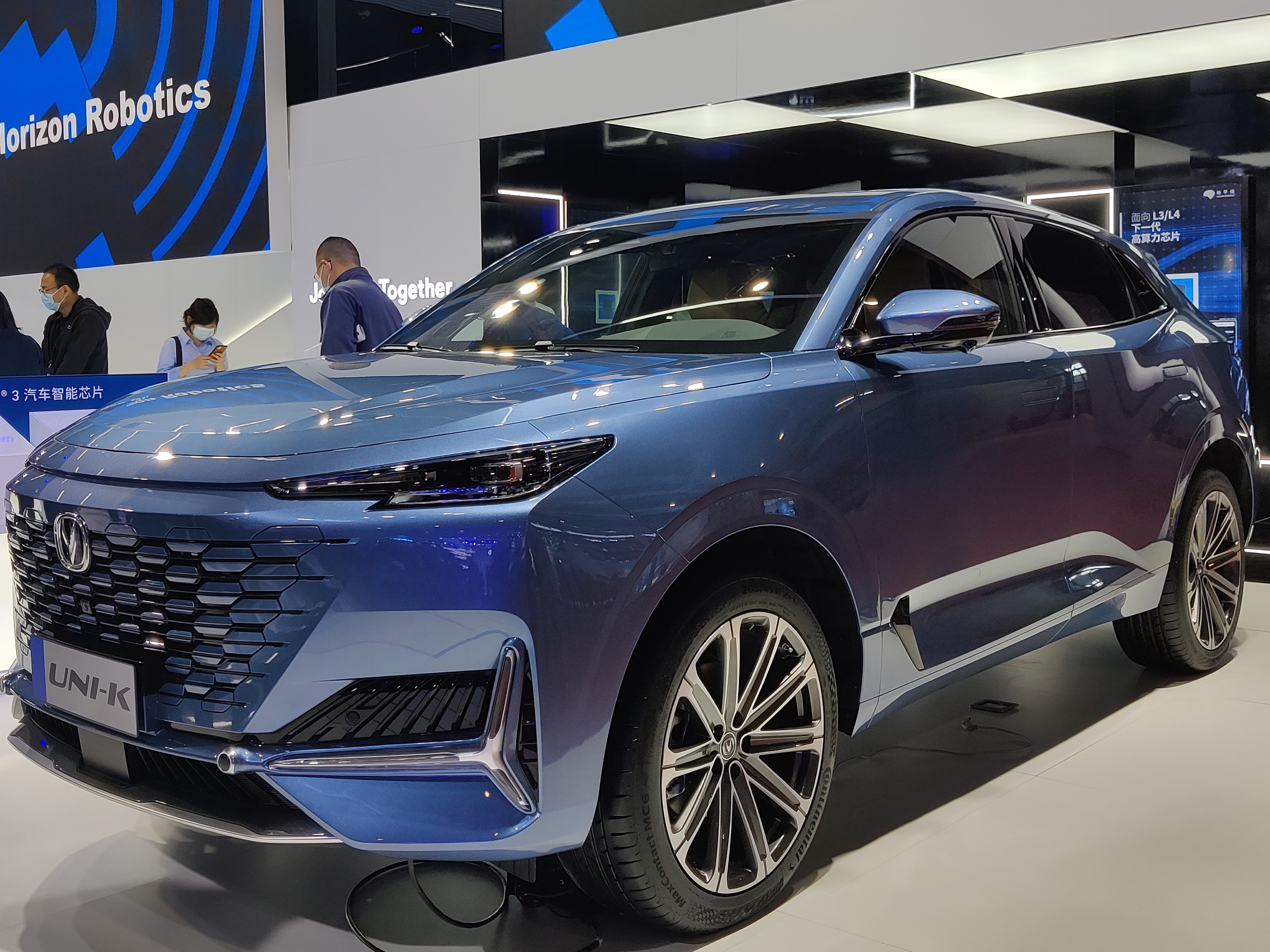
UNI-K(前面)
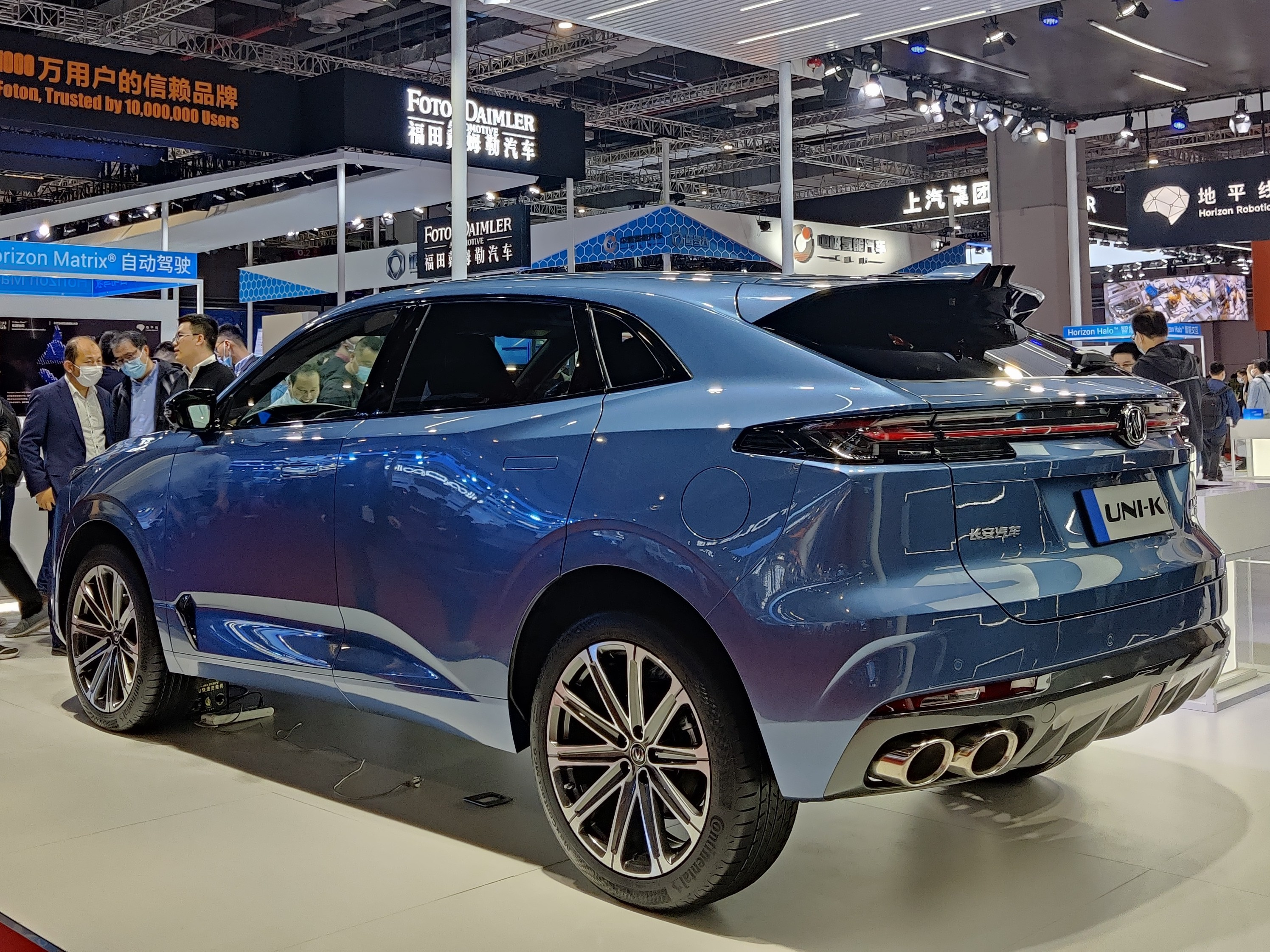
UNI-K(後面)
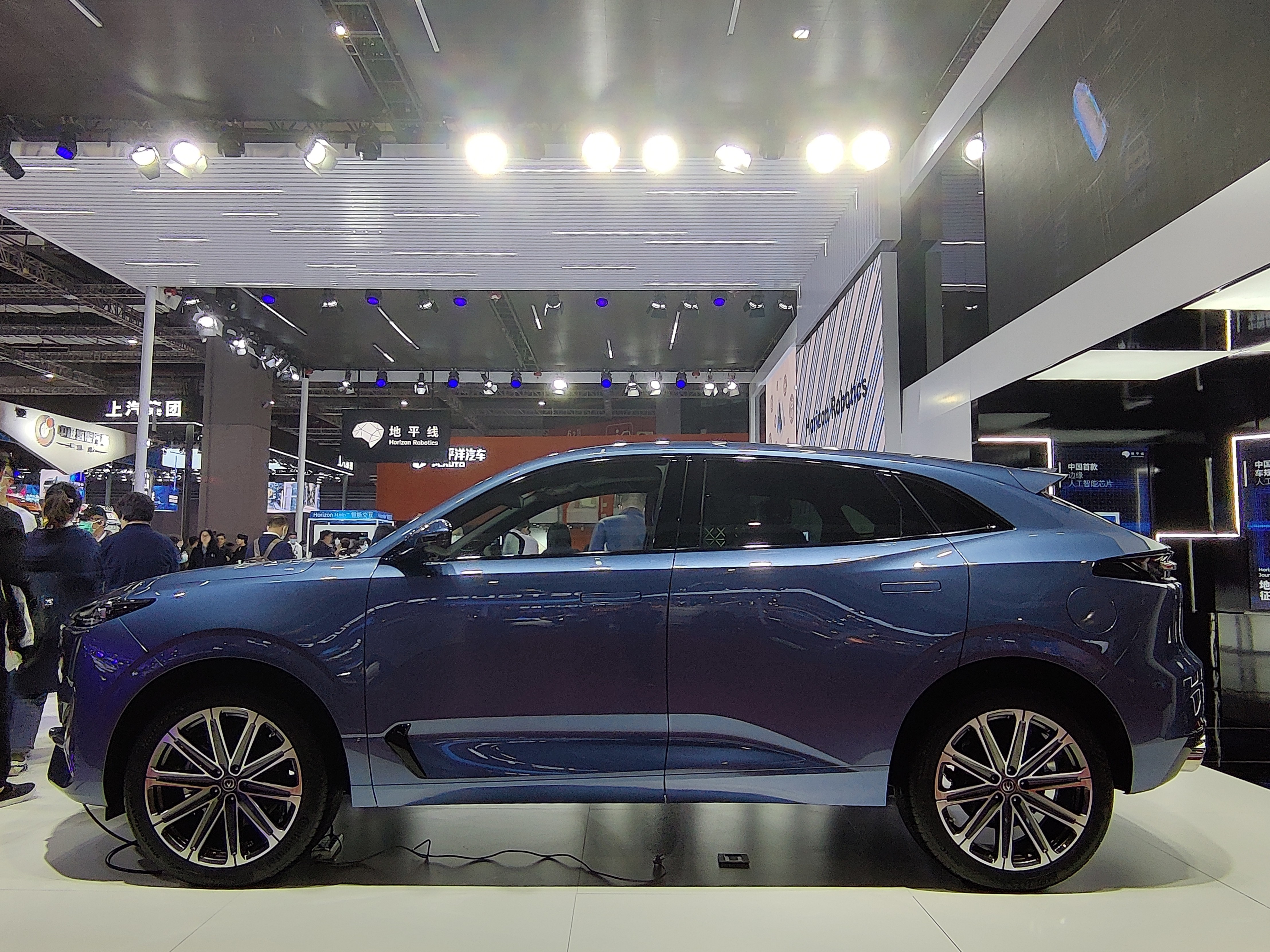
UNI-K(側面)
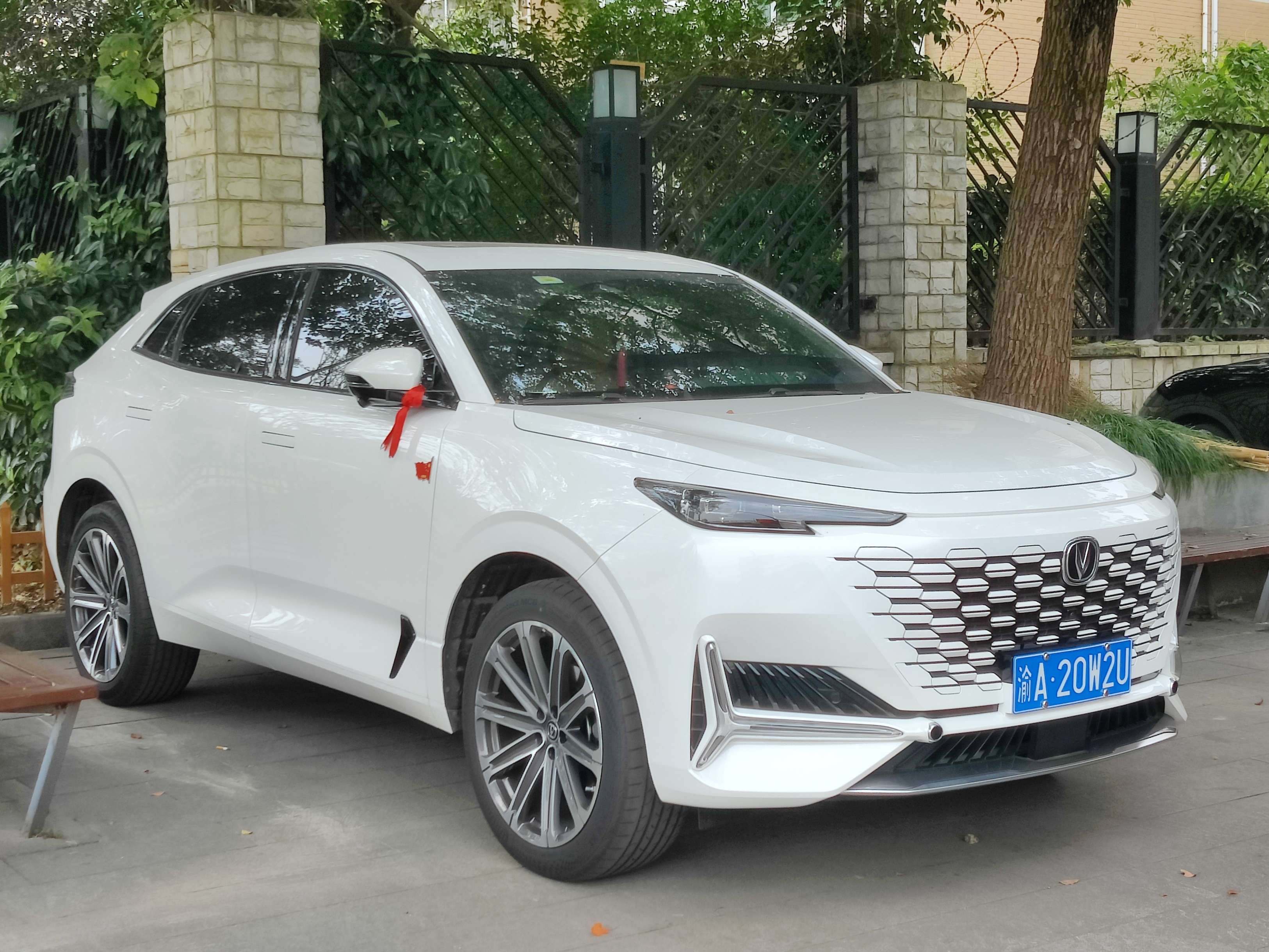
UNI-K(白、前面)
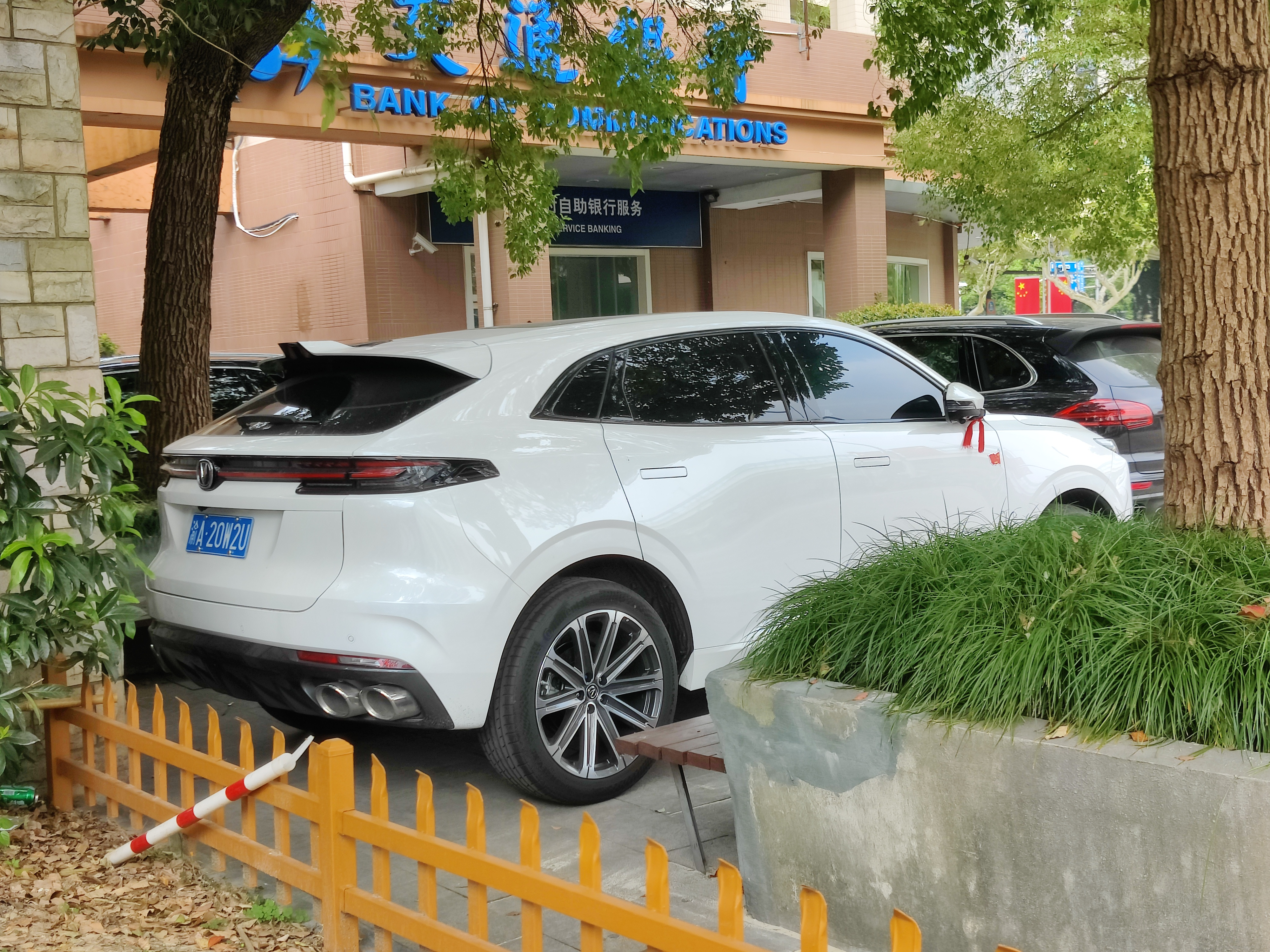
UNI-K(白、後面)